# Daemonorops acehensis
Daemonorops acehensis là loài thực vật có hoa thuộc họ Arecaceae. Loài này được Rustiami mô tả khoa học đầu tiên năm 2002.